# 2020年東京パラリンピックのフィジー選手団
2020年東京パラリンピックのフィジー選手団は、2021年8月24日から9月5日まで日本の東京で開催された2020年東京パラリンピックフィジー選手団の名簿。

## 選手団
- 人員: 選手 2人
- 開会式旗手: イオセフォ・レイクサ

## 種目別選手・スタッフ名簿及び成績

### 陸上
| 選手                 | 種目           | 結果   | 順位 |
| -------------------- | -------------- | ------ | ---- |
| イオセフォ・レイクサ | 男子砲丸投 F41 | 棄権   | 棄権 |
| イノシ・ブリマイレワ | 男子やり投 F64 | 42.55m | 10位 |